# 三面等価の原則
三面等価の原則（さんめんとうかのげんそく）とは、生産、分配、支出の三面いずれからみても国内総生産（GDP）は同値になることを示す、マクロ経済学上の原則である。都留重人により考案・命名された。

## 生産面から見たGDP
「生産面から見たGDP」とは、ある国において様々な生産部門によって生産された付加価値の合計を集約したもの、と定義される。これを解説するに際しては具体例として単純化された経済を想定して述べられることが多いが、ここではパンの生産だけを行う国の経済を例に挙げて考える。この国は、パンの原材料となる小麦を生産する農家、小麦を粉にする製粉業者、製粉された粉でパンを製造するパン工場、以上3つの経済主体のみの経済活動で構成される国であることを想定する。この経済に対して石油を輸出する外国の石油会社の存在も想定する。さらにこの経済にはパンのみ消費する消費者しか存在しないこととする。
| 生産主体 | 生産総額 | 中間投入 | 石油輸入 | 付加価値 |
| -------- | -------- | -------- | -------- | -------- |
| 小麦農家 | 20       | 0        | 5        | 15       |
| 製粉業者 | 40       | 20       | 10       | 10       |
| パン工業 | 80       | 40       | 15       | 25       |
| 合計     | 140      | 60       | 30       | 50       |

右表において、生産主体が稼いだ金額を生産総額、他の生産主体から購入した原材料費を中間投入、外国の石油会社から購入した石油費用を石油輸入、生産総額から中間投入と石油輸入を差し引いたものを付加価値として示した。生産総額から中間投入と石油輸入を差し引いたのは、生産面から見たGDPはその国の経済において生産されたものと定義されるものであり、外国から輸入した石油や他の生産主体によって生産された中間投入はこの定義に該当しないためである。前述の通り生産面から見たGDPは各々の生産段階における付加価値の合計であるから、このパンの生産のみを行う経済の生産面から見たGDPの値は右表において太字で示した付加価値の合計、つまり生産総額（140）から中間投入（60）と石油輸入（30）を差し引いた50ということになる。

## 分配面から見たGDP
本節では「分配（所得）面から見たGDP」を考える。例えば上記のパンの生産だけを行う国の経済において、小麦農家、製粉業者、パン工場がそれぞれの生産活動によって得た所得の合計は、付加価値の合計である50ということになるが、この50の所得は従業員の賃金、地主への地代、政府への租税として支払われたり、留保利潤として企業に残されたりなどといった具合に分配されていく。つまり、付加価値の合計である生産面から見たGDPは、政府、家計、企業のいずれかの主体にすべて分配されつくすのである。従って、このようにいずれの主体に分配されたかという観点から考察される分配面から見たGDPが、生産面から見たGDPと等しい値になるのは当然のこととも言える。以上のことを踏まえると、以下の恒等関係が成り立つ。
- GDP ≡ 家計の収入 + 企業の収入 + 間接税 － 補助金

## 支出面から見たGDP
「支出面から見たGDP」とは、上記のように分配されつくした国内総生産がどのようにして使われるのかという観点からとらえたものである。「支出面から見たGDP」は国内総支出（GDE）とも呼ばれ、これは民間消費（C）、政府消費（G）、総固定資本形成（I）、財・サービスの輸出入（X-M）を合計したものである。総固定資本形成とは生産設備に対する投資のことであり、生産機械などに対する設備投資と住宅建設などの住宅投資とに分けられる。財・サービスの輸出入とは、国内で生産されたものに対する海外における需要（X）から、海外で生産されたものに対する国内における需要（M）を差し引いたものである（X-M）。このX-Mの値は経常収支と呼ばれ、これが正の値をとるときに経常収支は黒字となる。

## 実例
冒頭でも述べたように三面等価の原則とは、以上に述べた生産、分配、支出から見たGDPの値が等しいことを示す原則であるが、本節ではこれを現実社会における実際例に当てはめて考える。以下の表は、内閣府が発表した2010年度の日本における国民経済計算のデータを参考にしたものである。
| 生産面（制度部門別所得支出勘定） | 生産面（制度部門別所得支出勘定） | 生産面（制度部門別所得支出勘定） | 分配面（国内総生産（生産側）） | 分配面（国内総生産（生産側）） | 支出面（国内総生産（支出側）） | 支出面（国内総生産（支出側）） |
| -------------------------------- | -------------------------------- | -------------------------------- | ------------------------------ | ------------------------------ | ------------------------------ | ------------------------------ |
| 産業                             | 非金融法人企業                   | 61,037.7                         | 雇用者報酬                     | 244,119.9                      | 民間最終消費支出               | 284,192.3                      |
| 産業                             | 金融機関                         | 48,495.9                         | 営業余剰・混合所得             | 92,432.7                       | 政府最終消費支出               | 95,770.9                       |
| 産業                             | 家計（個人企業含む）             | 305,588.9                        | 固定資本減耗                   | 107,968.4                      | 総固定資本形成                 | 96,493.9                       |
| 政府サービス生産者               | 政府サービス生産者               | 43,627.8                         | 生産・輸出品に課される税       | 39,865.8                       | 在庫品増加                     | -1,552.1                       |
| 対家計民間非営利サービス生産者   | 対家計民間非営利サービス生産者   | 492.2                            | （控除）補助金                 | -3,092.2                       | 財貨・サービスの輸出           | 73,802.7                       |
| 調整項目                         | 調整項目                         | 19,962.1                         | 調整項目                       | -2,090.1                       | （控除）財貨・サービスの輸入   | -69,503.2                      |
| 国内総生産                       | 国内総生産                       | 479,204.6                        | 国内総生産                     | 479,204.6                      | 国内総支出                     | 479,204.6                      |

## 現実における三面等価
ここまで三面等価が成立することを述べてきたが、これは生産されたものが過不足なく支出されているということを仮定している。
しかし生産されたものが売れ残ったり、逆に品不足となったりしているのが現実の姿であり、現実に生産されたものが過不足なく需要されているということは非現実的である。国民経済計算の統計上の需給が一致しているからと言って現実の経済で計画通りに全ての財・サービスが売り切れる状態が成り立っているわけではない。
例えば上記表「日本の2010年のGDP」の「支出面」で示した「在庫品増加」という項目は「在庫投資」とも呼ばれ、国民経済計算では住宅投資や設備投資などとともに「投資」に含められるが、これが売れ残って在庫となったがための「在庫品増加」なのか、それとも企業が「意図した在庫投資」としての「在庫品増加」なのか、統計上の数字を見ているだけでは判断できない。確かに「在庫」は来期以降の経済活動で活用されるものであり、これを「投資」と呼んだとしても用語としては誤りではないが、だからと言って必ずしもそれが企業の「意図した在庫投資」であったということにはならない。
このように国民経済計算においては計画通りに販売することができなかったものも「意図した在庫投資」と同様に「在庫品増加」という項目として処理しているため、総需要と総供給が常に一致している。現実社会における景気の動向を判断する際には、国民所得統計における「在庫品増加」の数値が減少していることで、商品の売れ行きが好調であると考えることの判断材料のひとつとすることもできるが、「在庫品増加」の増減のうち、いくらが売れ残って在庫となったがための「在庫品増加」であり、いくらが「意図した在庫投資」としての「在庫品増加」であるのかは明確に判断できるわけではないことを留意する必要がある。。
経済統計の集計値は三面が等価であるように見えるが、実際の統計値には誤差があるため、生産側からの推計値と支出側からの推計値を一致させるため誤差脱漏分に対して統計上の不突合という調整項目を仮想的に計上し、二側面から推計したGDPを人為的に一致させている。

## 名目値と実質値
GDPとGDEの他に国内総所得（GDI）と呼ばれる概念がある。上でも述べているように名目の世界では、国内で産み出された付加価値と所得の大きさは等しく、名目GDP＝名目GDIが成立している。一方、付加価値の実質的な大きさである実質GDPは各構成要素の価格をある時点で固定することによって 計測されるため、実質GDPには海外との貿易に係る交易条件の変化に伴う実質所得（購買力）の変化は反映されない。この「交易条件の変化に伴う実質所得（購買力）の変化」を捉えるのが交易利得・損失という概念であり、定義上、実質GDP＋交易利得・損失＝実質GDIが成立している。
また、名目GDP=名目GDE=名目GDIであり、実質GDP=実質GDEである。